# Pasmo Braniowa
Pasmo Braniowa – pasmo górskie w południowej części pogórza przemyskiego, najwyższym szczytem jest góra Na Opalonym (570 m n.p.m.). Według niektórych podziałów regionalizacyjnych pasmo zaliczane jest do Gór Sanocko-Turczańskich.

## Topografia
Pasmo ciągnie się lekkim łukiem w kierunku płn.-zach. – płd.-wsch., na płn.-zach. graniczy poprzez dolinę Wiaru z Pasmem Krzemienia, na płn.-wsch. sąsiaduje najpierw wzdłuż doliny potoku Mszaniec, zaś dalej na płd.-wsch. poprzez Przełęcz Wecowską (532 m n.p.m.) z Pasmem Jamnej. Na południu przez Przełęcz Braniowską (550 m n.p.m.) łączy się z Masywem Roztoki. Na płd.-zach. i zachodzie wzdłuż doliny Wiaru z bocznymi grzbietami pasma Chwaniów Gór Sanocko-Turczańskich.

## Opis
Pasmo w znacznej części zalesione. Inne ważniejsze szczyty to: Wojtkowska Góra (509 m n.p.m.), punkt widokowy; Nad Mszańcem (549 m n.p.m.), położony między Opalonym a Przełęczą Wecowską, na północnych stokach źródła potoku Mszaniec; Kiczera (536 m n.p.m.), Braniów (555 m n.p.m.), od którego pochodzi nazwa pasma.
W dolinie Wiaru, wzdłuż pasma, ciągnie się wieś Wojtkowa, na północy do pasma przylega wieś Grąziowa, zaś na samym południu pasma wieś Jureczkowa. Środkową część pasma zajmuje słynny Rezerwat przyrody Na Opalonym, ponadto w ciągu pasma liczne źródliska potoków i rzeczek.

## Szlaki turystyczne
Niebieski szlak turystyczny Rzeszów – Grybów